# 3-Stunden-Rennen von Inje 2013

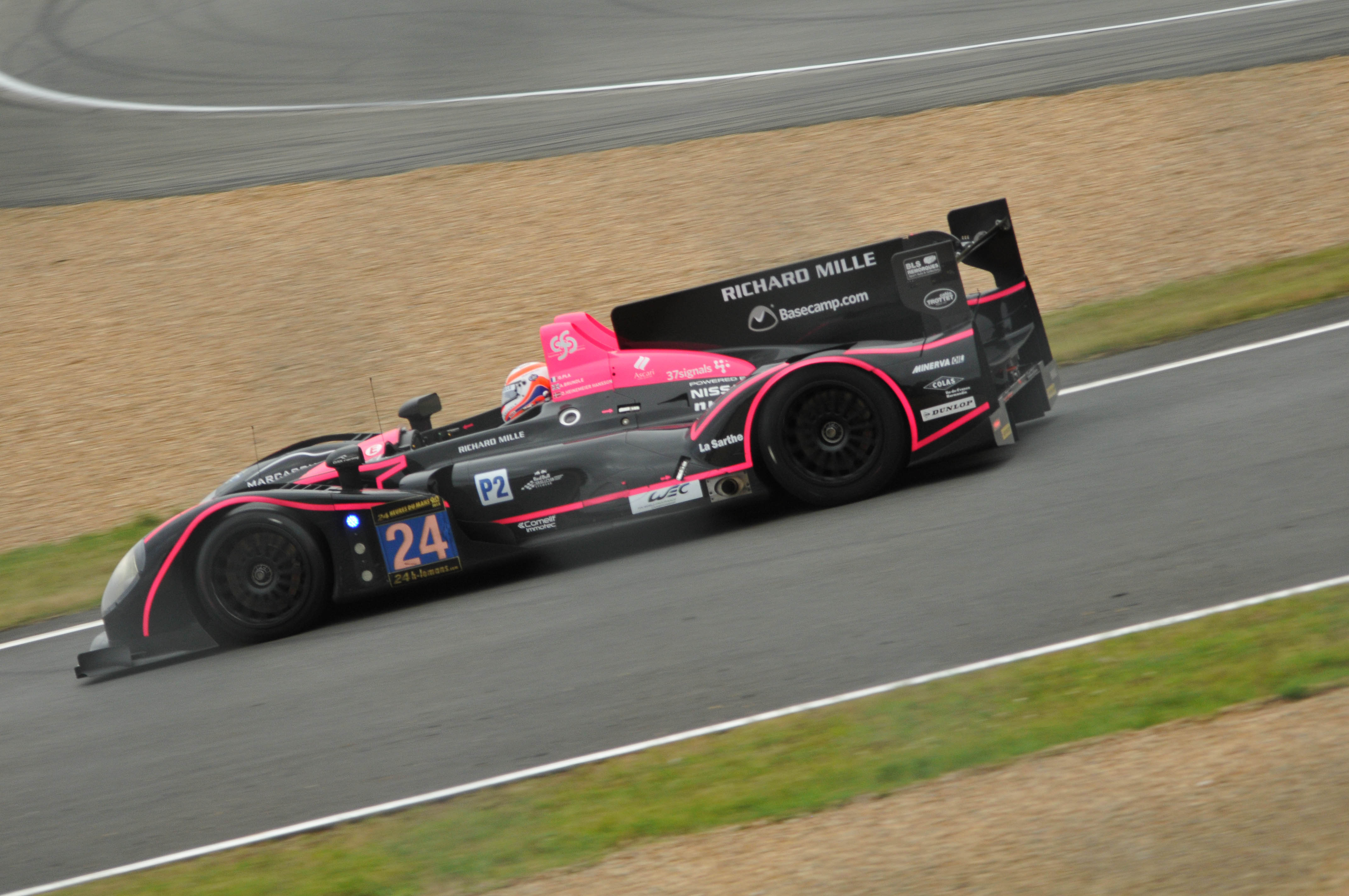
OAK Racing-Morgan LMP2

Das 3-Stunden-Rennen von Inje 2013, auch 3 Hours of Inje, Inje Speedium, South Korea, fand am 4. August auf dem Inje Speedium statt und war der erste Wertungslauf der Asian Le Mans Series dieses Jahres.

## Das Rennen
2013 gelang es den Veranstalter endlich eine Asian Le Mans Series durchzuführen, die über mehr als einen Wertungslauf verfügte. Zwischen August und Dezember 2013 wurden vier Rennen ausgetragen. Der Beginn der Serie war das 3-Stunden-Rennen von Inje, das unter einer niederen Teilnehmerzahl litt. Beim ersten internationalen südkoreanischen Sportwagenrennen waren nur elf Fahrzeuge gemeldete, von denen acht ins Rennen gingen. Den Gesamtsieg sicherten sich Akash Nandy, Gary Thompson und James Winslow im Morgan LMP2 von KCMG.

## Ergebnisse

### Schlussklassement
| 1               | LMP2 | 18  | KCMG               | Akash Nandy Gary Thompson James Winslow         | Morgan LMP2                  | 106 |
| 2               | GTC  | 77  | AF Corse SRL       | Steve Wyatt Michele Rugolo Andrea Bertolini     | Ferrari 458 Italia GT3       | 101 |
| 3               | LMP2 | 24  | OAK Racing         | Ho-Pin Tung David Cheng Jeffrey Lee             | Morgan LMP2                  | 101 |
| 4               | GTE  | 70  | Taisan Ken Endless | Kamui Kobayashi Naoki Yokomizo                  | Ferrari 458 Italia GTE       | 99  |
| 5               | GTC  | 26  | Taisan Ken Endless | Kyosuke Mineo Yukinori Taniguchi                | Porsche 996 GT300            | 96  |
| 6               | GTC  | 37  | BBT                | Anthony Liu Davide Rizzo Massimilliano Wiser    | Lamborghini Gallardo GT3     | 95  |
| 7               | GTC  | 91  | Team AAI Rstrada   | Jun-San Chen Akira Iida                         | McLaren MP4-12C GT3          | 93  |
| Ausgefallen     |      |     |                    |                                                 |                              |     |
| 8               | GTC  | 007 | Craft Racing       | Frank Yu Keita Sawa Stefan Mücke                | Aston Martin V12 Vantage GT3 | 90  |
| Nicht gestartet |      |     |                    |                                                 |                              |     |
| 9               | GTC  | 92  | AAI                | Somchai Saksirivatekul Morris Chen Akihiro Asai | McLaren MP4-12C GT3          | 1   |

1 Mechanischer Defekt im Training

### Nur in der Meldeliste
Hier finden sich Teams, Fahrer und Fahrzeuge, die ursprünglich für das Rennen gemeldet waren, aber aus den unterschiedlichsten Gründen daran nicht teilnahmen.
| Pos. | Klasse | Nr. | Team               | Fahrer | Chassis                     |
| ---- | ------ | --- | ------------------ | ------ | --------------------------- |
| 10   | GTC    | 1   | Lamborghini Trophy |        | Lamborghini Gallardo Trofeo |
| 11   | GTC    | 2   | Lamborghini Trophy |        | Lamborghini Gallardo Trofeo |

### Klassensieger
| Klasse | Fahrer          | Fahrer         | Fahrer           | Fahrzeug               | Platzierung im Gesamtklassement |
| ------ | --------------- | -------------- | ---------------- | ---------------------- | ------------------------------- |
| LMP2   | Akash Nandy     | Gary Thompson  | James Winslow    | Morgan LMP2            | Gesamtsieg                      |
| GTE    | Kamui Kobayashi | Naoki Yokomizo |                  | Ferrari 458 Italia GTE | Rang 4                          |
| GTC    | Steve Wyatt     | Michele Rugolo | Andrea Bertolini | Ferrari 458 Italia GT3 | Rang 2                          |

### Renndaten
- Gemeldet: 11
- Gestartet: 8
- Gewertet: 7
- Rennklassen: 3
- Zuschauer: unbekannt
- Wetter am Renntag: unbekannt
- Streckenlänge: 4,207 km
- Fahrzeit des Siegerteams: 2:59:43,762 Stunden
- Gesamtrunden des Siegerteams: 106
- Gesamtdistanz des Siegerteams: 445,942 km
- Siegerschnitt: unbekannt
- Pole Position: Ho-Pin Tung – Morgan LMP2 (#2) – 1:25,162 = 177,880 km/h
- Schnellste Rennrunde: Gary Thompson – Morgan LMP2 (#18) – 1:26,492 = 175,150 km/h
- Rennserie: 1. Lauf der Asian Le Mans Series 2013